# Bill Fairbairn
William John „Bill“ Fairbairn (* 7. Januar 1947 in Brandon, Manitoba) ist ein ehemaliger kanadischer Eishockeyspieler. Der rechte Flügelstürmer bestritt zwischen 1969 und 1978 insgesamt über 700 Spiele für die New York Rangers, Minnesota North Stars und St. Louis Blues in der National Hockey League. Mit den Rangers, bei denen er den Großteil seiner Karriere verbrachte, erreichte er in den Playoffs 1972 das Finale um den Stanley Cup, unterlag dort allerdings den Boston Bruins.

## Karriere
Bill Fairbairn wurde in Brandon geboren und spielte in seiner Jugend ausschließlich für Teams seiner Heimatstadt, unter anderem für die Brandon Bobcats sowie ab der Saison 1963/64 für die Brandon Wheat Kings. Mit den Wheat Kings, wo er ein gut harmonierendes Angriffsduo mit dem Schweden Juha Widing bildete, nahm er in den folgenden Jahren am Spielbetrieb der Manitoba Junior Hockey League (MJHL) und der Saskatchewan Junior Hockey League teil, da die Western Canadian Hockey League als übergreifende Spielklasse erst 1967 gegründet wurde. Noch während der Spielzeit 1966/67, in der er 142 Scorerpunkte in 55 Spielen verzeichnete und daher ins MJHL Second All-Star Team gewählt wurde, sammelte der Angreifer erste Profierfahrung, als er für die Omaha Knights in der Central Professional Hockey League (CPHL) auflief. Ferner nahm er in seiner Juniorenzeit zweimal am Memorial Cup teil, wobei er mit den Port Arthur Marrs auf Leihbasis das Endspiel 1967 erreichte und dort gegen die Toronto Marlboros verlor. In der CPHL, die wenig später nur noch als Central Hockey League (CHL) firmieren sollte, etablierte sich der Kanadier in der Folge auch als regelmäßiger Scorer, so wurde er nach 75 Punkten aus 68 Spielen in der Saison 1968/69 ins CHL Second All-Star Team berufen.
Im Februar 1969 gab Fairbairn sein Debüt für die New York Rangers in der National Hockey League, die zu dieser Zeit mit den Omaha Knights als Farmteam kooperierten. Bei den Broadway Blueshirts etablierte er sich mit Beginn der Spielzeit 1969/70, wobei ihm 56 Scorerpunkte in 76 Spielen gelangen und er damit alle Rookies der Liga anführte. In der Wahl zur Calder Memorial Trophy als bester Neuling der NHL belegte der Flügelstürmer allerdings nur Rang zwei hinter dem Torhüter und späteren Hall-of-Fame-Mitglied Tony Esposito. Im Verlauf der folgenden Jahre überzeugte Fairbairn mit einer konstanten Offensivproduktion, wobei er 1972/73 mit 63 Punkten seinen Karriere-Bestwert verzeichnete. Darüber hinaus erreichte er mit den Rangers in den Playoffs 1972 das Stanley-Cup-Finale, unterlag dort jedoch den Boston Bruins mit 2:4.
Nach nachlassenden Leistungen in der Saison 1975/76 wurde Fairbairn im November 1976 samt Nick Beverley an die Minnesota North Stars abgegeben, während im Gegenzug Bill Goldsworthy nach New York wechselte. Dort war er weniger ein Jahr aktiv, bevor er im Oktober 1977 über den Waiver zu den St. Louis Blues gelangte. Auch dort verbrachte der Rechtsaußen nur eine komplette Spielzeit, bevor er seine aktive Karriere nach fünf Spielen der Saison 1978/79 für beendet erklärte. Insgesamt hatte Fairbairn 711 NHL-Partien absolviert und dabei 458 Scorerpunkte verzeichnet.

## Erfolge und Auszeichnungen
- 1967 MJHL Second All-Star Team
- 1969 CHL Second All-Star Team

## Karrierestatistik
(Legende zur Spielerstatistik: Sp oder GP = absolvierte Spiele; T oder G = erzielte Tore; V oder A = erzielte Assists; Pkt oder Pts = erzielte Scorerpunkte; SM oder PIM = erhaltene Strafminuten; +/− = Plus/Minus-Bilanz; PP = erzielte Überzahltore; SH = erzielte Unterzahltore; GW = erzielte Siegtore; 1 Play-downs/Relegation; Kursiv: Statistik nicht vollständig)